# Loïc Lüthi
Pour les articles homonymes, voir Lüthi.
Loïc Lüthi, né le 30 septembre 2003 à Winterthour en Suisse, est un footballeur suisse, qui évolue au poste de défenseur central au FC Winterthour.

## Biographie

### En club
Loïc Lüthi est formé par le FC Winterthour. Le 27 juin 2023 il signe son premier contrat avec le club.
Il joue son premier avec l'équipe première du FC Wintherthour le 11 novembre 2023, lors d'une rencontre de Super League, la première division suisse, contre le FC Saint-Gall,.
Le 16 août 2024, Loïc Lüthi prolonge son contrat avec le FC Wintherthour, étant désormais lié au club jusqu'en juin 2027.

## Vie privée
Loïc Lüthi est issu d'une famille de footballeurs. Son père Stephane Lüthi et son grand-père Bruno Lüthi ont tous les deux également joué pour le FC Winterthour.